# 1986 ve fotografii
Tento článek obsahuje významné fotografické události v roce 1986.

## Události
- Vědci firmy Kodak vynalezli první 1megapixelový snímač na světě.

Fotografické festivaly a výstavy
- Rencontres d'Arles, červenec–září
- Mois de la Photo, Paříž, listopad

Vydané knihy
- Progreso, Charles Harbutt, Navarin Editeur, Paříž, ISBN 978-2-86827-046-7
- Megaliths, Paul Caponigro, New York Graphic Society, ISBN 978-0-82121-616-3
- Color Photographs, Paul Caponigro, Center for Creative Photography, Tucson, ISBN 978-0-82121-616-3

## Ocenění
- World Press Photo – Alon Reininger
- Prix Niépce – Jean-Marc Zaorski
- Prix Nadar – Mission photographique de la DATAR, Paysages photographiés, ed. Hazan
- Cena Oskara Barnacka – David C. Turnley, USA
- Grand Prix national de la photographie  – William Klein
- Grand prix Paris Match du photojournalisme – Alain Keler za Éthiopie, déportation des Éthiopiens du nord vers le sud

- Cena Ericha Salomona – Peter Magubane, JAR
- Cena za kulturu Německé fotografické společnosti – Paul K. Weimer

- Cena Ansela Adamse – Robert M. Lindholm
- Cena W. Eugena Smithe – Letizia Battaglia
- Zlatá medaile Roberta Capy – James Nachtwey, Time/GEO, Island at War
- Pulitzer Prize for Spot News Photography – Carol Guzy a Michel duCille, Miami Herald, za jejich fotografie tragédie u Nevado del Ruiz, Kolumbie.
- Pulitzer Prize for Feature Photography – Tom Gralish, The Philadelphia Inquirer, „za sérii fotografií bezdomovců ve Filadelfii.“
- Infinity Awards – Edward K. Thompson, W. Eugene Smith, Sebastião Salgado a Lucas Samaras

- Cena Higašikawy – Kišin Šinojama, Lucien Clergue, Takanobu Hajaši a Tecuja Sekiguči
- Cena za fotografii Ihei Kimury – Hisaši Wada
- Cena Nobua Iny – Šigeiči Nagano
- Cena Kena Domona – Taku Aramasa

- Prix Paul-Émile-Borduas – Betty Goodwin

- Prix international de la Fondation Hasselblad – Ernst Haas

## Narození v roce 1986
- 9. února – Novo Isioro, nigerijská odbornice na vizuální komunikaci a fotografka
- 11. srpna – Tea Falco, italská herečka a fotografka
- 18. srpna – Lene Marie Fossen, norská portrétní fotografka, která od deseti let trpěla mentální anorexií. O jejím životě a tvorbě vznikl dokumetární film Autoportrét († 22. října 2019)
- 17. září – Lindsay Adlerová, americká portrétní a módní fotografka a lektorka
- 6. listopadu – Heidi Furre, norská spisovatelka a fotografka
- ? – Sabiha Çimen, turecká fotografka
- ? – Nilüfer Demir, turecká fotoreportérka a fotografka známá snímkem Alana Kurdího
- ? – Rahima Gambo, nigerijská multimediální umělkyně a fotografka
- ? – Issam Abdallah, libanonský videožurnalista a fotograf pracující pro Reuters, který byl zabit raketou Izraelských obranných sil (IDF) v jižním Libanonu dne 13. října 2023 při zpravodajství v souvislosti s válkou mezi Izraelem a Hamásem († 13. října 2023)
- ? – Jenna Bassová, jihoafrická filmová režisérka, fotografka a spisovatelka narozená v Londýně
- ? – Konstantínos Tsakalídis, řecký fotograf, vítěz soutěže World Press Photo

## Úmrtí v roce 1986
- 5. ledna – Frank Powolny, americký hollywoodský fotograf českého původu (* 13. srpna 1901)
- 7. ledna – Juan Rulfo, mexický spisovatel a fotograf (* 16. května 1917)
- 10. ledna – Eino Heinonen, finský fotograf, specialista na reklamy a život v Helsinkách (* 23. října 1905)
- 23. ledna – Willard Van Dyke, americký filmař a fotograf (* 5. prosince 1906)
- 20. února – Kanu Gándhí, indický fotograf, portrétoval Mahátma Gándhího a dokumentovali události indického hnutí za nezávislost (* 1917)
- 25. února – Henriette Grindatová, švýcarská umělecká fotografka se surrealistickým přístupem inspirovaným literárními trendy poválečných let (* 3. července 1923)
- 26. března – Dezider Hoffman, slovenský fotograf (* 24. května 1918)
- 2. července – Paul A. Røstad, norský fotograf (* 9. února 1908)
- 13. července – Ralph Steiner, americký fotograf (* 8. února 1899)
- 28. srpna – Russell Lee, americký novinářský fotograf (* 21. července 1903)
- 4. září – Ladislav Dědourek, český knihkupec, nakladatel a amatérský fotograf (* 27. dubna 1912)
- 12. září – Jacques Henri Lartigue, francouzský fotograf a malíř (* 13. června 1894)
- 12. září – Ernst Haas, rakousko-americký fotoreportér a fotograf (* 2. března 1921)
- 29. října – Sem Presser, nizozemský novinářský fotograf (* 21. listopadu 1917)
- ? – Nikólaos Tompázis, řecký fotograf (* 1894)
- ? – Hacutaró Horiuči, japonský fotograf (* 1909)
- ? – Mario Ruspoli, fotograf (* ?)
- ? – Daniel Pons, fotograf (* ?)
- ? – Dezider Hoffmann, fotograf (* ?)
- ? – André Papillon, fotograf (* ?)
- ? – Robert Sexé, fotograf (* ?)
- ? – Konrad Helbig, fotograf (* ?)
- ? – Habib Osman, fotograf (* ?)
- ? – Rjósuke Išizu, fotograf (* ?)
- ? – Pedro Luis Raota, fotograf (* ?)
- ? – Jean Mézière, fotograf (* ?)
- ? – Eugen Batz, fotograf (* ?)